# Jonathan ben Uzziel
Jonathan Ben Uzziel (in ebraico יונתן בן עוזיאל‎?) (Israele, ... – ...; fl. I secolo a.C.) era un saggio ebreo Tanna, autore del Targum Jonathan.
Si dice che abbia scritto anche un libro di Cabala noto come Megadnim. Gli venne anche erroneamente attribuito il Targum Yerushalmi, che perciò è chiamato anche Targum Pseudo-Jonathan.
Fu uno degli 80 tannaim che studiarono sotto la guida di Hillel il Vecchio. Il Talmud (Sukkah 28a) narra che, mentre era profondamente assorto negli studi della Torah, se un uccello gli volava sopra il capo veniva istantaneamente bruciato (forse una metafora che indicava l'impossibilità degli altri studiosi di contraddirlo nelle sue interpretazioni; Rashi suggerisce che gli angeli [Malachei HaShareis] ne erano responsabili, poiché si dilettavano nell'udire le sue parole).
La sua tomba si trova ad Amuka, in Galilea vicino a Safad (Israele).
Tradizionalmente, scapoli e nubili visitano tale luogo per pregare di accasarsi; visitare le tomba è  quindi considerata una Segula (rimedio propizio) per accasarsi entro l'anno.